# Округ Кеј (Оклахома)
Кеј (енгл. Kay County) је округ у америчкој савезној држави Оклахома.

## Демографија
По попису из 2010. године број становника је 46.562, што је 1.518 (-3,2%) становника мање него 2000. године.
| Група             | 2000.          | 2010.          |
| Белци             | 39.687 (82,5%) | 36.113 (77,6%) |
| Афроамериканци    | 860 (1,8%)     | 962 (2,1%)     |
| Азијати           | 253 (0,5%)     | 235 (0,5%)     |
| Хиспаноамериканци | 2.045 (4,3%)   | 2.992 (6,4%)   |
| Укупно            | 48.080         | 46.562         |